# Phyllocomus balinensis
Phyllocomus balinensis är en ringmaskart som beskrevs av Holthe 2000. Phyllocomus balinensis ingår i släktet Phyllocomus och familjen Ampharetidae. Inga underarter finns listade i Catalogue of Life.